# Grundulus quitoensis
Grundulus quitoensis är en fiskart som beskrevs av Román-valencia, Ruiz C. och Barriga 2005. Grundulus quitoensis ingår i släktet Grundulus och familjen Characidae. Inga underarter finns listade i Catalogue of Life.